# Opus spicatum

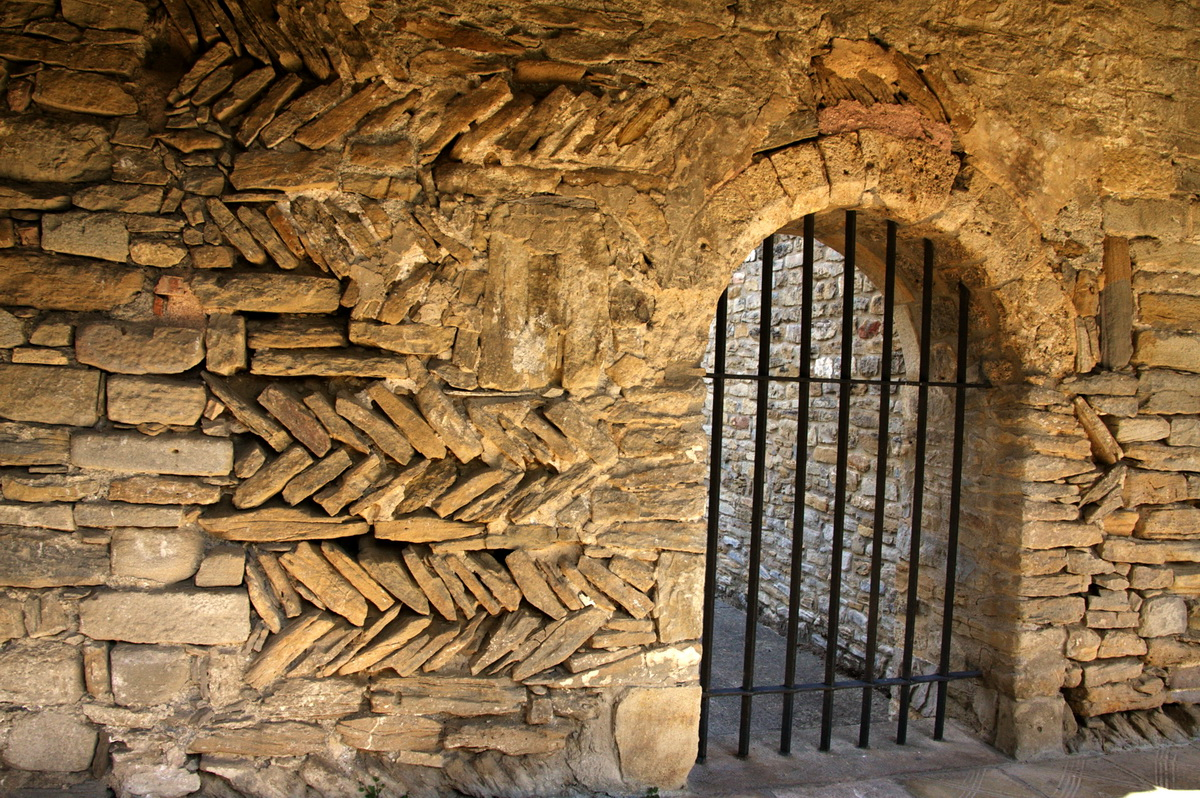
Opus spicatum

Opus spicatum neboli klasové zdivo je zdivo s lícem z řad z plochých (lomových) kamenů, cihel či jiného materiálu šikmo kladených tak, že se sklon kladení v jednotlivých řádcích (vrstvách) zdiva střídá. Vždy dva nad sebou ležící řádky tak připomínají uspořádání zrn v klasu. Většinou se jednalo o součást řemeslné stavební praxe, nikoliv o výtvarný prvek, protože skladba zdiva nebyla většinou pravidelná a lze předpokládat, že zdivo mělo být omítnuto.
Tento druh zdiva se v českých zemích uplatnil na několika románských či raně gotických stavbách. Větší plochy klasového zdiva jsou známé z interiéru válcového bergfritu hradu ve Starém Hrozňatově (okres Cheb), použito bylo také v základech kostela Panny Marie na Pražském hradě, na Tetíně nebo Vítkově Hrádku.
Podle místní situace a dostupného stavebního materiálu se klasová skladba zdiva mohla vyskytnout i později. Zejména u zdiva s líci z režných cihel se mohlo v 19. a 20. století jednat také o součást výtvarného záměru.